# Клавдия Марцелла Старшая
Клавдия Марцелла Старшая (лат. Claudia Marcella Major) (около 44 года до н. э., Рим — не ранее 2 года н. э.) — римская матрона, племянница Октавиана Августа, вторая жена Марка Випсания Агриппы.

## Происхождение
Клавдия Марцелла родилась в семье консула 50 года до н. э. Гая Клавдия Марцелла, происходившего из плебейского рода Клавдиев Марцеллов, и его жены, Октавии Младшей, родной сестры Октавиана.
В 54 году до н. э. Гай Юлий Цезарь чуть было не расстроил этот брак, намереваясь предложить Октавию Помпею, но Помпей отказался.

## Первый брак
Клавдия Марцелла вышла замуж в 28 году до н. э. за друга Октавиана, Марка Випсания Агриппу. Для него это был уже второй брак. В браке она родила девочку — Випсанию Марцеллу, которая позже вышла замуж за Публия Квинтилия Вара.
В 21 году до н. э. Агриппа развёлся с Клавдией, чтобы жениться на дочери Октавиана, Юлии Старшей, оставшейся вдовой после брака со братом Клавдии, Марком Клавдием Марцеллом.

## Второй брак
После развода Марцелла вернулась под опеку матери, которая выдала её замуж за Юла Антония, сына Марка Антония. Юл Антоний воспитывался под присмотром Октавиана в семье Октавии Младшей, матери Марцеллы. В 10 году до н. э. он стал консулом, а в 7 году — проконсулом Азии.
Ему она родила двоих детей — в 20 году до н. э. сына Луция Антония и, не ранее 19 года, — дочь, Юллу Антонию.
Юл не был верен Марцелле. У него был долгий роман с Юлией Старшей. В 12 году, после смерти Агриппы, Юлия вышла замуж за Тиберия, пасынка Октавиана, которого император заставил развестись с падчерицей Марцеллы, Випсанией Агриппиной, дочерью Агриппы от первой жены, Помпонии Цецилии Аттики.
Во 2 году терпение Октавиана лопнуло. Юлия получила развод от Тиберия и отправилась в ссылку за прелюбодейство. Её многочисленных любовников подвергли различным карам, а Юла принудили к самоубийству.